# 르네 비비아니
르네 비비아니(René Viviani, 1863년 11월 8일 시디벨아베스 (프랑스령 알제리) - 1925년 9월 6일 플레시로뱅송)는 프랑스의 정치인이다. 비비아니는 1893년부터 1910년까지 센 하원의원, 이후 1910년부터 1922년까지 크뢰즈 하원의원이었고, 장 조레스와 함께 신문 <뤼마니테>를 공동 창설했으며, 제1차 세계 대전이 발발한 당시 국무회의 의장 및 노동부 장관이었다(1914-1915).

## 생애

### 사회주의 변호사 하원의원
르네 비비아니의 아버지, 에드아르 비비아니(1833-1910)는 제2제정 시기 변호사였으며, 오랑 도의원이었다. 1863년 시디벨아베스에서 태어난 르네 비비아니는 오랑에서 고등학교를 다니다 이후 리세 달제르를 다녔으며, 파리 대학교 법학사를 취득하고 알제리에서 변호사가 되었다가 이후 파리에서 변호사 활동을 하며 변호사협회 서기를 맡았다. 비비아니는 사회주의 및 노조 활동가들, 특히 프로방스 철도 노조원들의 권리를 보호했다.